# Castianeira memnonia
Castianeira memnonia là một loài nhện trong họ Corinnidae.
Loài này thuộc chi Castianeira. Castianeira memnonia được Carl Ludwig Koch miêu tả năm 1841.